# Feistritz, Berg im Drautal
Feistritz je naselje v Občini Berg im Drautal v Okraju Špital ob Dravi  na Koroškem v Avstriji.